# Spinnerette
Spinnerette est un groupe de rock alternatif américain, originaire de Los Angeles, en Californie. Il est créé par la chanteuse et guitariste du groupe The Distillers, Brody Dalle en compagnie du multi-instrumentiste américain Alain Johannes. Après un premier EP Ghetto Love sorti en décembre 2008, leur premier album sobrement intitulé Spinnerette est sorti le 15 juin 2009.

## Biographie
Spinnerette est formé en 2007. Après la séparation des membres du groupe The Distillers, Brody Dalle se met à écrire de nouveaux morceaux avec Alain Johannes (Queens of the Stone Age, Eleven). Rapidement Dalle signe un premier contrat chez Sire Records, elle s'entoure alors de Johannes, Tony Bevilacqua à la guitare (ex-The Distillers) et Jack Irons à la batterie. Une première chanson intitulée Valium Knights est mise en ligne sur le site internet officiel de Spinnerette, puis fin décembre 2008 sort un premier EP disponible en téléchargement légal intitulé Ghetto Love.
À la suite des différentes obligations des membres du groupe, Spinnerette fait peu de concerts. Dalle décide donc en accord avec les autres membres d'intégrer de nouveaux musiciens pour les concerts. Seul Bevilacqua reste avec le groupe, alors que Bryan Tulao et Matt Caughthran du groupe Bronx et Dave Hidalgo ex batteur de Suicidal Tendencies  remplacent en tournée les membres officiels de Spinnerette.
Début 2009, le groupe quitte Sire Records, et signe avec le label indépendant Anthem Records créé par les membres du groupe Rush. Le groupe sort alors leur premier album intitulé Spinnerette le 17 juin 2009.
Le groupe est inactif depuis 2010 ; en 2012, Dalle poste sur Twitter qu'elle est en studio d'enregistrement avec Shirley Manson de Garbage pour au moins un morceau. Dalle publie son premier album solo, Diploid Love, en 2014.

## Membres

### Membres actuels
- Brody Dalle - guitare, chant
- Alain Johannes - basse
- Tony Bevilacqua - guitare
- Jack Irons - batterie

### Membres live
- Brody Dalle - guitare, chant
- Tony Bevilacqua - guitare
- Bryan Tulao - guitare
- Vincent Hidalgo - basse
- Dave Hidalgo Jr. - batterie

## Discographie
- 2008 : Ghetto Love EP
- 2009 : Spinnerette

### Singles
- Ghetto Love
- Sex Bomb
- Baptized by Fire
- All Babes Are Wolves